# Anna Wood
Anna Wood (n. 22 iulie 1966, Roermond, Limburg, Țările de Jos) este o canoistă ce a reprezentat Țările de Jos, medaliată olimpică. A participat la 4 ediții ale Jocurilor Olimpice (1988, 1992, 1996, 2000) în care a câștigat o medalie de bronz.